# Чемпіонат України з боксу 2019
XXVIII Чемпіонат України з боксу серед чоловіків — головне змагання боксерів-любителів в Україні, організоване Федерацією боксу України, що відбулося з 23 по 29 вересня 2019 року в Маріуполі . За результатами чемпіонату планувалося сформувати склад Національної збірної України, що мала брати участь в офіційних кваліфікаційних стартах до Олімпійських ігор 2020.

## Медалісти
| Дисципліна                       | Золото           | Срібло                 | Бронза              |
| -------------------------------- | ---------------- | ---------------------- | ------------------- |
| до 52 кг, чоловіки докладніше    | Дмитро Замотаєв  | Ростислав Білостоцький | Назар Куротчин      |
| до 52 кг, чоловіки докладніше    | Дмитро Замотаєв  | Ростислав Білостоцький | Андрій Тишковець    |
| до 57 кг, чоловіки докладніше    | Михайло Дзязько  | Олег Чулачеєв          | Микита Денеєв       |
| до 57 кг, чоловіки докладніше    | Михайло Дзязько  | Олег Чулачеєв          | Жермен Ншимиримана  |
| до 63 кг, чоловіки докладніше    | Ярослав Харциз   | Юрій Шестак            | Денис Песоцький     |
| до 63 кг, чоловіки докладніше    | Ярослав Харциз   | Юрій Шестак            | Олександр Меленюк   |
| до 69 кг, чоловіки докладніше    | Євген Барабанов  | Максим Пилипець        | Віктор Петров       |
| до 69 кг, чоловіки докладніше    | Євген Барабанов  | Максим Пилипець        | Ярослав Самосфалов  |
| до 75 кг, чоловіки докладніше    | Олександр Хижняк | Олексій Токарчук       | Дмитро Рибалко      |
| до 75 кг, чоловіки докладніше    | Олександр Хижняк | Олексій Токарчук       | Андрій Тимошенко    |
| до 81 кг, чоловіки докладніше    | Степан Грекул    | Максим Коц             | Олександр Погребняк |
| до 81 кг, чоловіки докладніше    | Степан Грекул    | Максим Коц             | Данило Жасан        |
| до 91 кг, чоловіки докладніше    | Сергій Горсков   | Роберт Мартон          | Марат Григорян      |
| до 91 кг, чоловіки докладніше    | Сергій Горсков   | Роберт Мартон          | Рамазан Муслімов    |
| понад 91 кг, чоловіки докладніше | Цотне Рогава     | Віктор Вихрист         | Андрій Городецький  |
| понад 91 кг, чоловіки докладніше | Цотне Рогава     | Віктор Вихрист         | Дмитро Ловчинський  |